# Modena City Ramblers
Modena City Ramblers es un grupo de música italiano. 
Fue formado en 1991 y su género característico es combat folk.
Reconocen estar influidos por el folk irlandés y sobre todo, el rock.
Las letras de muchas de sus canciones demuestran que están en contra de la mafia y el fascismo.
Entre sus canciones destacan la versión del Bella Ciao y del Fischia il vento, "I cento passi", "In un giorno di pioggia", "Transamerika", "Viva la vida, muera la muerte" y "Morte di un poeta" entre otras. 

## Miembros
Después de 14 años en el grupo, Stefano "Cisco" Bellotti, deja los Modena City Ramblers el 18 de noviembre de 2005. Los miembros actuales son:
- Davide "Dudu" Morandi, Betty Vezzani, Massimo "Ice" Ghiacci, Franco D'Aniello, Francesco "Fry" Moneti, Roberto Zeno y Arcangelo "Kaba" Cavazzuti.

## Discografía

### Álbumes de estudio
- 1993 – Combat Folk
- 1994 – Riportando tutto a casa
- 1996 – La grande famiglia
- 1997 – Terra e libertà
- 1998 – Raccolti
- 1999 – Fuori campo
- 2002 – Radio Rebelde
- 2004 – ¡Viva la vida, muera la muerte!
- 2005 – Appunti partigiani
- 2006 – Dopo il lungo inverno
- 2008 – Bella ciao - Italian Combat Folk for the Masses
- 2011 – Seduto Sul Tetto del Mondo
- 2013 - Niente di nuovo sul fronte occidentale
- 2014 - Venti

### Rarezas
- 1999 - L'Italia Ai Tempi
- 2000 - Il resto raccolto – editado exclusivamente para el club de fanes

### DVD
- 2004 - Clan Banlieue - 12 años de canciones, conciertos, entrevistas, viajes, videos inéditos

### Colaboraciones
- 1995 - Tributo ad Augusto